# غوران أونغر
غورَان أونغر هو منافس ألعاب قوى سويدي، ولد في 1899 في Bollnäs ‏ في السويد، وتوفي في 1982 في داندريد ‏ في السويد.

## وصلات خارجية
- غوران أونغر على موقع أوليمبيديا (الإنجليزية)
- غوران أونغر على موقع اللجنة الأولمبية السويدية (السويدية)